# They Can’t Stop The Spring
They Can’t Stop The Spring («Они не могут остановить весну») — песня, исполняемая группой Dervish, которая была представлена Ирландией на Евровидение 2007 и заняла 24 место с 5 баллами от Албании. Это был единственный случай за историю участия Ирландии в Евровидении, когда песня страны занимала бы последнее место; однако, были годы, когда Ирландия вообще не выходила в финал конкурса.
Национальные выборы представителя состоялись ранее, 18 февраля. Традиционно финал национального отборочного конкурса исполнителей Eurosong 2007 прошёл в специальном выпуске телепередачи The Late Late Show.